# Besta deild 2022
Die Besta deild 2022 war die 111. Spielzeit der höchsten isländischen Fußballliga. Die Hauptrunde begann am 18. April 2022 mit einem Heimspiel des Titelverteidigers Víkingur Reykjavík gegen FH Hafnarfjörður und endete am 17. September 2022. Die anschließende Meister- und Abstiegsrunde fand vom 2. bis 29. Oktober 2022 statt.

## Modus
Zunächst trafen alle zwölf Mannschaften in der Hauptrunde jeweils zweimal aufeinander. Danach ermittelten die ersten sechs Mannschaften in der Meisterschaftsrunde den Meister, während die letzten sechs Mannschaften in der Abstiegsrunde spielten. In diesen Runden wurde nur die Hinrunde ausgespielt, sodass es hierbei jeweils zu fünf Spieltagen kam. Die Punkte aus der Hauptrunde wurden jeweils übernommen. 
Der Meister ist für die Qualifikation der Champions League 2023/24 zugelassen, die zweitplatzierte Mannschaft sowie der Pokalsieger für die Europa Conference League. Die zwei letztplatzierten Mannschaften stiegen zum Saisonende ab.

## Vereine
Im Vergleich zum Vorjahr veränderte sich die Ligazusammensetzung folgendermaßen: HK Kópavogur und ÍF Fylkir Reykjavík stiegen als elft- bzw. zwölftplatziertes Team der Saison 2021 in die 1. deild karla (2. Leistungsstufe) ab. Der dortige Meister Fram Reykjavík sowie der Zweitplatzierte ÍBV Vestmannaeyja stiegen dagegen in die erste Liga auf.
| Verein               | Wappen                   | Stadt          | Stadion          | Kapazität |
| -------------------- | ------------------------ | -------------- | ---------------- | --------- |
| FH Hafnarfjörður     | FH Hafnarfjörður         | Hafnarfjörður  | Kaplakriki       | 06.738    |
| Breiðablik Kópavogur | Breiðablik Kópavogur     | Kópavogur      | Kópavogsvöllur   | 05.501    |
| Keflavík ÍF          | Keflavík ÍF              | Keflavík       | Keflavíkurvöllur | 04.957    |
| ÍA Akranes           | ÍA Akranes               | Akranes        | Akranesvöllur    | 04.850    |
| KA Akureyri          | KA Akureyri              | Akureyri       | Akureyrarvöllur  | 03.500    |
| Valur Reykjavík      |                          | Reykjavík      | Hlíðarendi       | 03.000    |
| ÍBV Vestmannaeyjar   | ÍB Vestmannaeyja         | Vestmannaeyjar | Hásteinsvöllur   | 02.834    |
| KR Reykjavík         | KR Reykjavík             | Reykjavík      | Meistaravellir   | 02.781    |
| Víkingur Reykjavík   | Víkingur Reykjavík       | Reykjavík      | Víkingsvöllur    | 01.449    |
| UMF Stjarnan         | Ungmennafélagið Stjarnan | Garðabær       | Stjörnuvöllur    | 01.292    |
| Leiknir Reykjavík    |                          | Reykjavík      | Leiknisvöllur    | 01.025    |
| Fram Reykjavík       | Fram Reykjavík           | Reykjavík      | Framvöllur       | 00370     |

## Hauptrunde

### Tabelle
| Pl. | Verein                    | Sp. | S  | U  | N  | Tore    | Diff. | Punkte |
| --- | ------------------------- | --- | -- | -- | -- | ------- | ----- | ------ |
| 1.  | Breiðablik Kópavogur      | 22  | 16 | 3  | 3  | 055:230 | +32   | 51     |
| 2.  | Víkingur Reykjavík (M, P) | 22  | 12 | 7  | 3  | 058:320 | +26   | 43     |
| 3.  | KA Akureyri               | 22  | 13 | 4  | 5  | 045:260 | +19   | 43     |
| 4.  | Valur Reykjavík           | 22  | 9  | 5  | 8  | 038:320 | +6    | 32     |
| 5.  | KR Reykjavík              | 22  | 7  | 10 | 5  | 037:340 | +3    | 31     |
| 6.  | UMF Stjarnan              | 22  | 8  | 7  | 7  | 040:420 | −2    | 31     |
| 7.  | Keflavík ÍF               | 22  | 8  | 4  | 10 | 039:400 | −1    | 28     |
| 8.  | Fram Reykjavík (N)        | 22  | 5  | 10 | 7  | 044:510 | −7    | 25     |
| 9.  | ÍBV Vestmannaeyjar (N)    | 22  | 4  | 8  | 10 | 033:440 | −11   | 20     |
| 10. | Leiknir Reykjavík         | 22  | 5  | 5  | 12 | 021:490 | −28   | 20     |
| 11. | FH Hafnarfjörður          | 22  | 4  | 7  | 11 | 027:350 | −8    | 19     |
| 12. | ÍA Akranes                | 22  | 3  | 6  | 13 | 024:530 | −29   | 15     |

Platzierungskriterien: 1. Punkte – 2. Tordifferenz – 3. geschossene Tore

| (M) | amtierender isländischer Meister     |
| (P) | amtierender isländischer Pokalsieger |
| (N) | Neu/Aufsteiger der letzten Saison    |

### Kreuztabelle
Die Heimmannschaften stehen in der linken Spalte, die Auswärtsmannschaften befinden sich in der ersten Zeile.
| 2022                 | Víkingur Reykjavík | Breiðablik Kópavogur | KR Reykjavík | KA Akureyri | VAL | FH Hafnarfjördur | UMF Stjarnan | LEI | ÍA Akranes | Keflavík ÍF | Fram Reykjavík | ÍBV Vestmannaeyjar |
| -------------------- | ------------------ | -------------------- | ------------ | ----------- | --- | ---------------- | ------------ | --- | ---------- | ----------- | -------------- | ------------------ |
| Víkingur Reykjavík   |                    | 0:3                  | 2:2          | 2:1         | 2:2 | 2:1              | 4:5          | 9:0 | 3:2        | 4:1         | 4:1            | 2:2                |
| Breiðablik Kópavogur | 1:1                |                      | 4:0          | 4:1         | 1:0 | 3:0              | 3:2          | 4:0 | 3:1        | 4:1         | 4:3            | 3:0                |
| KR Reykjavík         | 0:3                | 0:1                  |              | 0:0         | 3:3 | 0:0              | 3:1          | 1:1 | 3:3        | 1:0         | 1:1            | 4:0                |
| KA Akureyri          | 2:3                | 2:1                  | 0:1          |             | 1:1 | 1:0              | 0:2          | 1:0 | 3:0        | 3:2         | 2:2            | 4:3                |
| Valur Reykjavík      | 1:3                | 3:2                  | 2:1          | 0:1         |     | 2:0              | 6:1          | 2:1 | 4:0        | 0:3         | 1:1            | 2:1                |
| FH Hafnarfjörður     | 0:3                | 0:0                  | 2:3          | 0:3         | 2:2 |                  | 1:1          | 2:2 | 6:1        | 3:0         | 4:2            | 2:0                |
| UMF Stjarnan         | 2:2                | 5:2                  | 1:1          | 2:4         | 1:0 | 2:1              |              | 0:3 | 2:2        | 0:2         | 1:1            | 1:0                |
| Leiknir Reykjavík    | 0:0                | 1:2                  | 4:3          | 0:5         | 1:0 | 0:0              | 0:3          |     | 1:0        | 1:2         | 1:2            | 1:4                |
| ÍA Akranes           | 3:0                | 1:5                  | 4:4          | 0:3         | 1:2 | 1:1              | 0:3          | 1:2 |            | 0:2         | 0:4            | 2:1                |
| Keflavík ÍF          | 0:3                | 2:3                  | 0:0          | 1:3         | 0:1 | 2:1              | 2:2          | 3:0 | 0:1        |             | 3:1            | 3:3                |
| Fram Reykjavík       | 3:3                | 0:2                  | 1:4          | 2:2         | 3:2 | 1:0              | 2:2          | 4:1 | 1:1        | 4:8         |                | 3:3                |
| ÍBV Vestmannaeyjar   | 0:3                | 0:0                  | 1:2          | 0:3         | 3:2 | 4:1              | 3:1          | 1:1 | 0:0        | 2:2         | 2:2            |                    |

## Meisterschaftsrunde
Die ersten sechs Mannschaften der Hauptrunde spielen nochmals jeweils einmal gegeneinander.

Die Ergebnisse und Punkte aus der Hauptrunde werden übernommen.
| Pl. | Verein                    | Sp. | S  | U  | N  | Tore    | Diff. | Punkte |
| --- | ------------------------- | --- | -- | -- | -- | ------- | ----- | ------ |
| 1.  | Breiðablik Kópavogur      | 27  | 20 | 3  | 4  | 066:270 | +39   | 63     |
| 2.  | KA Akureyri               | 27  | 16 | 5  | 6  | 054:300 | +24   | 53     |
| 3.  | Víkingur Reykjavík (M, P) | 27  | 13 | 9  | 5  | 066:410 | +25   | 48     |
| 4.  | KR Reykjavík              | 27  | 9  | 11 | 7  | 042:400 | +2    | 38     |
| 5.  | UMF Stjarnan              | 27  | 10 | 7  | 10 | 044:520 | −8    | 37     |
| 6.  | Valur Reykjavík           | 27  | 10 | 5  | 12 | 046:440 | +2    | 35     |

| (M) | amtierender isländischer Meister     |
| (P) | amtierender isländischer Pokalsieger |

| 2022                 | Breiðablik Kópavogur | Víkingur Reykjavík | KA Akureyri | VAL | KR Reykjavík | UMF Stjarnan |
| -------------------- | -------------------- | ------------------ | ----------- | --- | ------------ | ------------ |
| Breiðablik Kópavogur |                      | 1:0                | –           | –   | 0:1          | 3:0          |
| Víkingur Reykjavík   | –                    |                    | 2:2         | 3:2 | 2:2          | –            |
| KA Akureyri          | 1:2                  | –                  |             | 2:0 | 1:0          | –            |
| Valur Reykjavík      | 2:5                  | –                  | –           |     | –            | 3:0          |
| KR Reykjavík         | –                    | –                  | –           | 2:1 |              | 0:2          |
| UMF Stjarnan         | –                    | 2:1                | 0:3         | –   | –            |              |

## Abstiegsrunde
Die letzten sechs Mannschaften der Hauptrunde spielen nochmals jeweils einmal gegeneinander.

Die Ergebnisse und Punkte aus der Hauptrunde werden übernommen.
| Pl. | Verein                 | Sp. | S  | U  | N  | Tore    | Diff. | Punkte |
| --- | ---------------------- | --- | -- | -- | -- | ------- | ----- | ------ |
| 7.  | Keflavík ÍF            | 27  | 11 | 4  | 12 | 056:480 | +8    | 37     |
| 8.  | ÍBV Vestmannaeyjar (N) | 27  | 8  | 8  | 11 | 043:500 | −7    | 32     |
| 9.  | Fram Reykjavík (N)     | 27  | 7  | 10 | 10 | 053:630 | −10   | 31     |
| 10. | FH Hafnarfjörður       | 27  | 6  | 7  | 14 | 036:460 | −10   | 25     |
| 11. | ÍA Akranes             | 27  | 6  | 7  | 14 | 036:630 | −27   | 25     |
| 12. | Leiknir Reykjavík      | 27  | 5  | 6  | 16 | 028:660 | −38   | 21     |

| (N) | Neu/Aufsteiger der letzten Saison |

| 2022               | KEF | Fram Reykjavík | ÍBV Vestmannaeyjar | LEI | FH Hafnarfjördur | ÍA Akranes |
| ------------------ | --- | -------------- | ------------------ | --- | ---------------- | ---------- |
| Keflavík ÍF        |     | 4:0            | –                  | –   | 2:3              | 3:2        |
| Fram Reykjavík     | –   |                | 1:3                | 3:2 | 3:0              | –          |
| ÍBV Vestmannaeyjar | 2:1 | –              |                    | 1:0 | 2:1              | –          |
| Leiknir Reykjavík  | 1:7 | –              | –                  |     | –                | 2:2        |
| FH Hafnarfjörður   | –   | –              | –                  | 4:2 |                  | 1:2        |
| ÍA Akranes         | –   | 3:2            | 3:2                | –   | –                |            |